# Gustaf Wingren

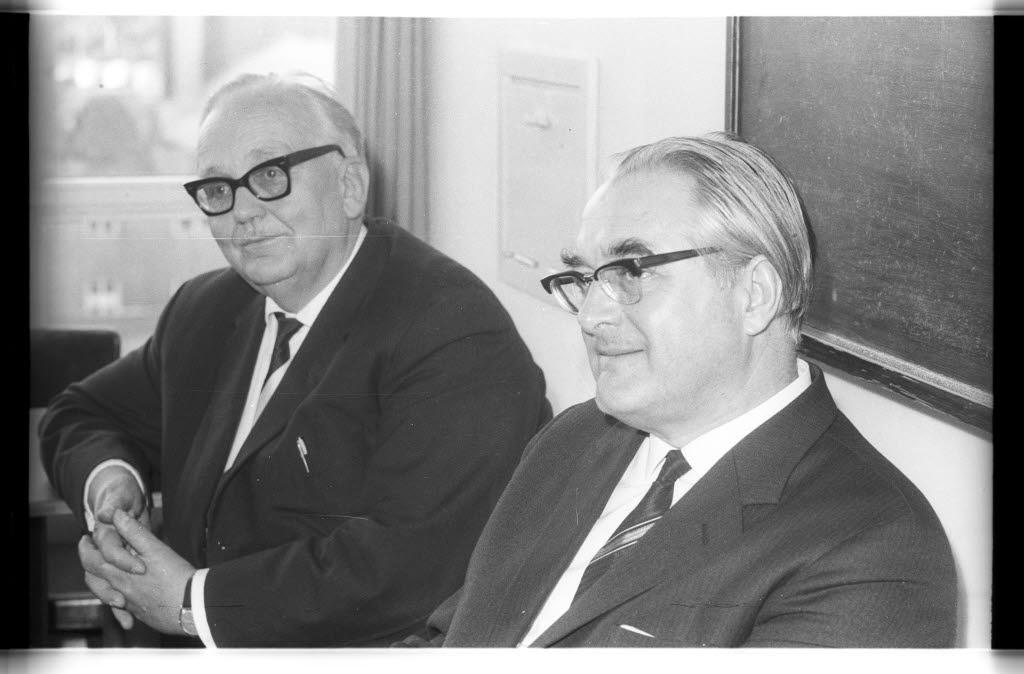
Martin Redeker (t.v.), Gustaf Wingren (t.h.)

Gustaf Fredrik Wingren, född 29 november 1910 i Tryserum, död 1 november 2000 i Allhelgonaförsamlingen i Lund, var en svensk teolog, professor i systematisk teologi (med ansvar för etiken) vid Lunds universitet 1951–1977. Wingren disputerade i Lund 1942 med avhandlingen Luthers lära om kallelsen. Wingren var präst i Svenska kyrkan men kom att självmant avsäga sig rätten att utöva prästämbetet.
I Wingrens memoarer Mina fem universitet skildrar han utförligt rötterna i Östergötland.  Enligt honom själv skall hela hans omfattande produktion förstås utifrån erfarenheterna i Valdemarsvik under seklets första decennier.

## Biografi
På mödernesidan var Wingrens släkt statare och metodister. Hans far anslöt sig en tid till metodismen, men återvände efter några år till Svenska kyrkan. Wingrens far arbetade som garvare vid en läderfabrik. 
Wingren bestämde sig redan i tonåren för att läsa teologi. Han började läsa i Lund. Efter att han fått ett stipendium fortsatte studierna i Berlin. Där undervisade teologer som Hans Lietzmann, Ernst Sellin, Romano Guardini och Erich Seeberg. År 1937 fick han möta representanter för Bekännelsekyrkan i Spandau vilket kom att bli ett viktigt möte för honom.  
Den 19 april 1947 tillträdde han ett vikariat för Karl Barth i Basel. Där möte Wingren den formhistoriska skolan som då företräddes av Karl Ludwig Schmidt och Rudolf Bultmann. Boken Predikan handlar om mötet med kollegor och studenter i Basel. Här gjorde han också en viktig bekantskap med Løgstrup, vilket kom att betyda mycket för hans tankar kring Skapelsen, inom den så kallade skapelseteologi som han utvecklade. Wingren kombinerade och utvecklade de båda teologiska riktningar han mötte. 
Under 1950-talet föreläste Wingren mycket utomlands, samtidigt som han var professor i systematisk teologi vid universitetet i Lund. Han invaldes som ledamot av Humanistiska Vetenskapssamfundet i Lund 1953.
Wingren fortsatte att skriva och föreläsa även efter sin pension. Han är gravsatt i minneslunden på Norra kyrkogården i Lund.

## Wingrens teologi
Wingren tillhör lundateologin, vilket innebär att hans sätt att närma sig det teologiska materialet var med en idéhistorikers ögon.  Han blev påverkad av lundateologerna Gustaf Aulén, Anders Nygren, och Ragnar Bring. Liksom dem studerade Wingren Luther och Irenaeus. Wingren kom senare att avfärda lundateologins arbetssätt. Han kallade själv denna tid "före Basel" då han såg tillbaka på sin gärning. I Basel, där han 1947 vikarierade för Karl Barth, omvärderade Wingren sin metod. Han tog intryck bland annat av Karl Barth och Oscar Cullmann, som hade en kerygmatisk syn på teologi. Efter detta befann han sig i ständig polemik med lundateologin.
Wingrens teologi brukar kategoriseras som skapelseteologi (ej att föväxla med kreationism). I Wingrens syn på teologin utgjorde skapelsetron centrum, vilket innebär att all teologi måste bygga på den första trosartikeln, det vill säga tron på Gud som allsmäktig och himmelsens och jordens skapare. Wingren ansåg att vardagslivet, skapelsen, inte relaterade till kyrkan, ordet. Wingren menade att teologi blev obegriplig om den inte tog sin utgångspunkt i skapelsen, det vill säga att Gud skapat allt. Varje människa hade, enligt hans synsätt. en relation till Gud genom att andas, leva och ta emot liv utifrån av andra. För Wingren var det viktigt att påpeka att varje människa har en kallelse, inte bara till exempel präster, läkare, sjuksköterskor och lärare, utan också föräldrar, ekonomer, tekniker, förskollärare,  etc. Kallelsen består i att vara till för medmänniskan, något som skapar glädje och mening i människans liv.
Wingren brukar också klassificeras som kerygmatisk teolog, vilket innebär att teologins syfte är att tala till samtiden genom predikan. Hans teologi beskrivs bland annat i boken Predikan. Han menade att teologins uppgift i första hand är att stödja förkunnelse och att den därför inte ska stanna vid historiska undersökningar, vilket lundateologins metod innebar. På motsvarande sätt beskrev han teologins syfte som stöd till Guds ord till människan.  Denna kritik delar han med Karl Barth, men han delade inte Barths syn på uppenbarelse som källa till kunskap. 
Wingren sammanfattar sin teologiska metod i begreppet "Den dubbla fenomenologiska ansatsen". Den innebär att både skapelseteologin och den kerygmatiska teologin undersöks men ingen får undersökas oberoende av varandra, det måste ske parallellt. Antropologin kan inte behandlas oberoende av evangeliet, eftersom människans situation avslöjas då evangeliet predikas. Saknas mottagare och mottagarens förutsättningar i framställningen av evangeliet når inte predikan fram. Boken Teologins metodfråga består av två delar. Den första undersöker teologins antropologiska förutsättningar, vilket motsvarar den skapelseteologiska ansatsen. Därför kallas Wingrens skapelseteologiska ansats ibland för den antropologiska ansatsen. Den andra undersöker de hermeneutiska förutsättningarna för teologin, vilket motsvarar den kerygmatiska ansatsen. 
Wingrens lära om lagen, Guds krav på människan, har kritiserats av bl.a. Tomas Nygren för att den till skillnad från Martin Luther själv bara förlägger lagen till skapelsens plan och inte också till den särskilda uppenbarelsen i bibeln. Wingrens teologi anses här ha gjort det svårt för hans anhängare att anta en samhällskritisk ståndpunkt.
För Wingren var det otänkbart att det fanns något lagens tredje bruk, då ett sådant förutsätter att bibelordet bidrar till förståelsen av lagens innehåll. Ett lagens tredje bruk, menade Wingren bland annat, gör Bibeln till en regelbok, skymmer evangeliet, samt skapar fromma isolat där kristna tror sig vara bättre än andra. Det finns en livfull debatt om lagens tredje bruk i luthersk teologi. Det har även ifrågasatts om Wingren har uppfattat och framställt lagens tredje bruk på ett rättvist sätt.
Wingrens teologi delas ofta in i två epoker, vanligt är att han kallas för den tidige respektive den senare Wingren.
Wingren har med sin skapelseteologi betytt mycket för dagens nordiska ekoteologer, såsom Harry Månsus.